# Lac Surprise (rivière Roy)
Pour les articles homonymes, voir Lac Surprise.
Le lac Surprise est un plan d'eau douce de la partie Sud-Est du territoire de Eeyou Istchee Baie-James (municipalité), dans la régionadministrative du Nord-du-Québec, dans la province de Québec, au Canada.
Le « lac Surprise » chevauche les cantons de Druillettes, de Langloiserie, de Hazeur et de Pambrun, sur le territoire du gouvernement régional d'Eeyou Istchee Baie-James (municipalité), au sud de Chapais (Québec).
La foresterie constitue la principale activité économique du secteur. Les activités récréotouristiques arrivent en second, notamment grâce à divers plan d’eau navigable situés dans le secteur.
Le bassin versant du « lac Surprise » est accessible grâce à la route forestière R1009 (sens Nord-Sud) et R1053 (sens Est-Ouest) desservant la partie Ouest du Lac, soit la bande de terre séparant le lac Father (lac Doda) et le lac Surprise. La route 1032 (sens Nord-Sud) dessert le côtéOuest du lac.
La surface du lac Surprise est généralement gelée du début de novembre à la mi-mai, toutefois la circulation sécuritaire sur la glace se faitgénéralement de la mi-novembre à la mi-avril.

## Géographie
Le lac Surprise comporte une superficie de 55 km² et un pourtour échancré dépassant 80 km. Ce plan d’eau épouse la forme d’une tête d’oiseau regardant vers l’Est, avec le bec ouvert et relevé vers le Nord-Est ; la baie recueillant les eaux du ruisseau d’Evrey constitue ainsi le cou de l’oiseau.
Ce lac comporte de :
- nombreuses îles dont une île principale de 6,5 km au centre du lac ;
- plusieurs presqu'îles dont deux (longueur respective de : 2,9 km et 4,1 km) rattachées à la rive Est ; le cours de la rivière Roy coule vers l’Ouest entre ces deux presqu’îles ;
- nombreuses baies dont plusieurs sont accessibles par d'étroites passes notamment la baie de l’Ouest qui recueille la décharge du lac Phooey, la baie du Sud qui recueille les eaux de la rivière Yvonne et la baie du ruisseau Evrey (côté Sud du lac).

Voisin sud du lac Caopatina dans lequel il se déverse par des rapides, le lac Surprise est situé sur le parcours de la rivière Roy, affluent de la rivière Opawica.
Le lac Surprise s’approvisionne du côté Est par la rivière Opawica. Le « lac Surprise » comporte une longueur de 15,4 km, une largeur maximale de 6,0 km et une altitude de 343 m. Formé par un élargissement de la rivière Opawica, le « lac Surprise » est plutôt difforme, comportant un archipel d’îles au Nord-Ouest, de nombreuses baies et presqu’îles.
Ce lac comporte notamment une presqu’île rattachée au côté Nord du lac et s’étirant sur 4,1 km vers le Sud-Ouest. La rivière Opawica traverse la partie Nord de ce lac sur 14,7 m en contournant cette dernière presqu’île par le Sud. Une autre presqu’île rattachée à la rive Est, soit au Sud du point d’arrivée de la rivière Opawica, s’étire sur 5,7 km vers le Sud-Ouest du lac, soit en parallèle au courant. Une île de 3,1 km est située dans la partie Sud-Ouest du lac.
À partir de l’embouchure du lac, le courant coule directement vers le Nord jusqu’à la confluence de la rivière Irène. Cette embouchure du « lac Surprise » est localisée à :
- 5,9 km au Sud de l’embouchure de la rivière Roy ;
- 12,5 km au Sud de l’embouchure du lac Caopatina (qui est traversé par la rivière Opawica) ;
- 28,0 km Sud-Est de l’embouchure du lac du Bras Coupé (rivière Opawica) (qui est traversé par la rivière Opawica) ;
- 100,6 km à l’Est de l’embouchure de la rivière Opawica (confluence avec la rivière Chibougamau) ;
- 430 km au Sud-Est de l’embouchure de la rivière Nottaway ;
- 55,6 km au Nord-Ouest d’une baie du réservoir Gouin ;
- 66,3 km au Sud du centre-ville de Chibougamau ;
- 53,9 km au Sud-Est du centre du village de Chapais (Québec)[1].

Les principaux bassins versants voisins du « lac Surprise » sont :
- côté Nord : rivière Opawica, lac Caopatina, lac des Vents (rivière Opawica), rivière Irène, lac à l'Eau Jaune, Lacs Obatogamau ;
- côté Est : lac Verviers, lac Chrysologue, lac Proust, lac Oriol, lac Verchères, rivière Opawica, lac Gabriel (rivière Opawica) ;
- côté Sud : rivière Roy, rivière Yvonne, lac Pambrun ;
- côté Ouest : rivière de l'Aigle (lac Doda), rivière Hébert, lac Doda, rivière Opawica.

## Toponymie
Cette hydronyme a été officialisé le 18 novembre 1935, par la Commission de géographie du Québec. En 2018, la toponymie québécoise compte 29 hydronymes désignés « lacs Surprise ». De dimensions variées et de formes variés, ces lacs homonymes ont en commun d’être situés en régions montagneuseset nordiques.L’origine de cette désignation toponymique pourrait avoir été attribuée à cause de l’effet de surprise des premiers voyageurs qui empruntaient jadis en canots ce plan d’eau complexe pour l’explorer ainsi que les cours d’eau en amont.
Le toponyme "lac Surprise" a été officialisé le 5 décembre 1968 par la Commission de toponymie du Québec, soit lors de sa création.